# Micralestes ambiguus
Espèce
Statut de conservation UICN

 DD  : Données insuffisantes
Micralestes ambiguus est une espèce de poissons de la famille des Alestidés.

## Étymologie
Son nom spécifique, du latin ambiguus, « ambigu », lui a été donné en raison de la difficulté qu'a eu l'auteur pour le classer dans le genre le plus adapté.